# Lindiwe Majele Sibanda
Pour les articles homonymes, voir Sibanda.
Lindiwe Majele Sibanda, née en 1963, est une universitaire zimbabwéenne, chercheuse en politique agricole africaine. Elle est directrice générale du Food, Agriculture and Natural Resources Policy Analysis Network (FANRPAN), une organisation interafricaine de promotion de l'agriculture sur ce continent.

## Biographie

### Formation
Née en 1963, elle obtient une bourse d'études supérieures pour l'université d'Alexandrie (Égypte), où elle obtient une licence de sciences, puis elle obtient une deuxième bourse d'études et poursuit sa formation à l'université de Reading (Royaume-Uni), où elle obtient un master puis un doctorat après la soutenance d'une thèse consacrée à l'élevage caprin dans le Matabele, région située à l'ouest du Zimbabwe. Elle est ensuite chercheuse au Département de production animale de l'université du Zimbabwe à Harare, où elle conduit notamment une étude expérimentale sur un groupe constitué de chèvres pluripares habituées à la vie au grand air et au pâturage libre qui ont été mises à l'étable et nourries de foin pré-coupé. Cette étude a mis en évidence la faible adaptation des caprins à une claustration et une alimentation à l'étable. Elle est également responsable d'une exploitation d'élevage bovin.

### Responsabilités institutionnelles
Elle est depuis 2004 directrice générale et responsable des missions du Food, Agriculture and Natural Resources Policy Analysis Network (FANRPAN) à Pretoria. Cette organisation a été créée à l'initiative de 8 pays africains en 1997, dans la perspective de promouvoir le développement d'agricultures appropriées qui permettent de lutter contre la pauvreté et d'améliorer l'autosuffisance agricole africaine. 
Elle est notamment chargée de la politique de recherche et des programmes de soutien des politiques alimentaires sur le continent africain, dans la perspective d'assurer la sécurité alimentaire des pays concernés. En 2012, elle a de plus été nommée présidente du conseil d'administration de l'Institut international de recherche sur l’élevage (ILRI).
Elle est membre du Panel de Montpellier, un groupe d'experts africains et européens qui s'expriment dans les domaines de l’agriculture, du commerce, de l’écologie et du développement, préconisant notamment des mesures destinées à lutter contre l'effet des changements climatiques sur les économies des pays africains, et demandant des investissements importants, qui permettent d'éviter des pénuries ou des hausses de prix de denrées alimentaires, une hausse de la malnutrition infantile, des phénomènes migratoires, ou encore une paupérisation des populations.

## Distinction
Elle est lauréate en 2013 du Prix Yara, qu'elle partage avec le Nigérian Nnaemeka Ikegwuonu (en). Ce prix, créé en 2005, distingue des personnalités dont la contribution au développement durable de l'agriculture et à la sécurité alimentaire et nutritionnelle en Afrique est significative.

## Œuvres
Ouvrages
- Silent Hunger. Policy options for effective responses to the impact of HIV and AIDS on agriculture and food security in the SADC region, avec Fred Kalibwani & Tendayi Kureya, Food, Agriculture, and Natural Resources Policy Analysis Network (FANRPAN), 2006  (ISBN 9780797433427).
- (Thèse) Studies on the productivity and nutrition of the Matabele goat, université de Reading, thèse non publiée, 1992.
- Southern African Agriculture and Climate Change. A Comprehensive Analysis, avec Sepo Hachigonta, Gerald C. Nelson & Timothy S. Thomas, International Food Policy Research Institute (IFPRI), 2013,  (ISBN 9780896292086)

Articles
- (en) Culture, the albatross perpetuating stunting and malnutrition, 13.08.2014, The Africa Report, [lire en ligne]

Document sonore
- Lindiwe Majele Sibanda, « Grandma Mahembe’s Farm » [écouter en ligne].